# Монтебело дела Батаља
Монтебело дела Батаља (итал. Montebello della Battaglia) је насеље у Италији у округу Павија, региону Ломбардија.
Према процени из 2011. у насељу је живело 1098 становника. Насеље се налази на надморској висини од 121 м.

## Становништво
Према резултатима пописа становништва 2011. у општини је живело 1.689 становника.
| 1931. | 1936. | 1951. | 1961. | 1971. | 1981. | 1991. | 2001. | 2011. |
| ----- | ----- | ----- | ----- | ----- | ----- | ----- | ----- | ----- |
| 2.148 | 2.046 | 1.972 | 2.018 | 1.751 | 1.654 | 1.556 | 1.647 | 1.689 |

## Партнерски градови
- Palestro